# Полезные ископаемые Армении
Армения — горная страна, недра которой богаты разнообразными горными породами и цветными металлами, что является следствием высокой вулканической активности региона ранее (на территории Армении насчитывается 550 вулканов). Здесь известны 565 месторождений, на которых добывается 60 видов полезных ископаемых.
В 2008 году около 95 % месторождений твёрдых полезных ископаемых эксплуатировалось открытым способом.

## История
Согласно археологическим данным, месторождения меди, золота, железа и других металлов были известны в Армении ещё с древнейших времен, а некоторые из них даже эксплуатировались. До 1920-х годов на территории Армении было известно всего несколько рудных месторождений и проявлений, которые были изучены недостаточно. Начиная с 1930-х годов был обнаружен и исследован целый ряд проявлений металлических и неметаллических полезных ископаемых. Среди них промышленное значение имеют месторождения меди, молибдена, золота и серебра, свинца и цинка, железа, алюминия, перлита, бентонитных глин, пищевой соли и другие.

## Общая информация
Запасы руд и металлов утверждены по 20 месторождениям: три — меди, шесть — молибдена, пять — полиметаллических (свинец, цинк и другие), четыре — золота, два — железа и недавно обнаруженное — урановое. Большинство месторождений представлены комплексными рудами — медно-молибденовыми или золото-полиметаллическими.

### Металлические полезные ископаемые
Богата Армения также месторождениями платины, золота (Сотк (Зод), Меградзор и другие) и других драгоценных и цветных металлов, барита с золотыми, серебряными, цинковыми и свинцовыми примесями, залежи ртути, мышьяка, сурьмы и так далее.
Особую ценность для Армении составляют месторождения молибденовых руд, медно-молибденовых (в районе Каджарана, Агарака и другие) и медно-колчеданных руд (в районе Капана, Алаверди, Шамлуг и другие). Залежи молибдена в Армении составляют более 7,6 % мировых запасов.
Имеются крупные месторождения железных руд (Абовянское (Капутанское), Разданское, Сваранцское, Ахталское и другие месторождения), а также месторождения алюминиевых руд и марганца (нефелиновые сиениты).

### Горные породы

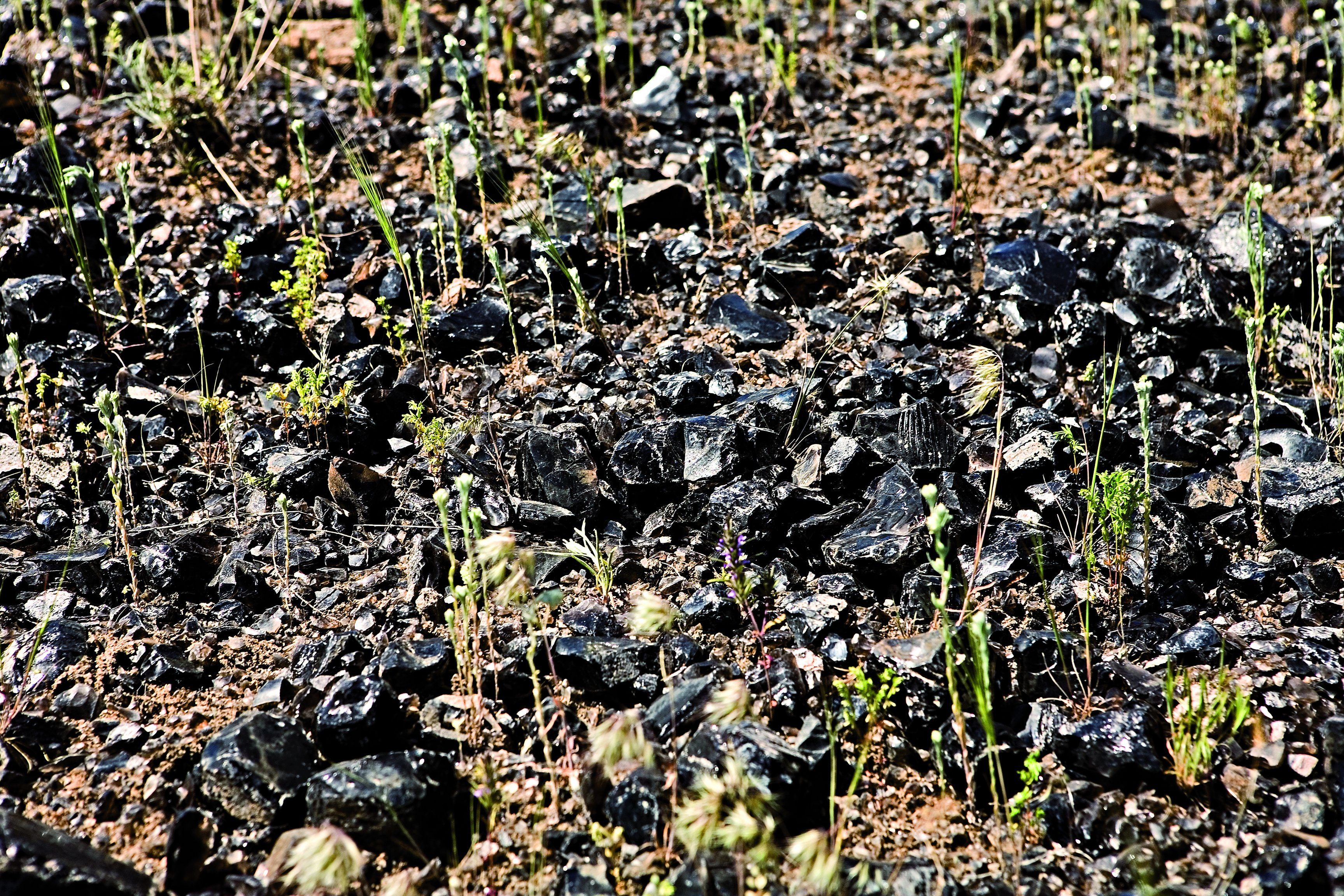
Проявления обсидиана в Армении

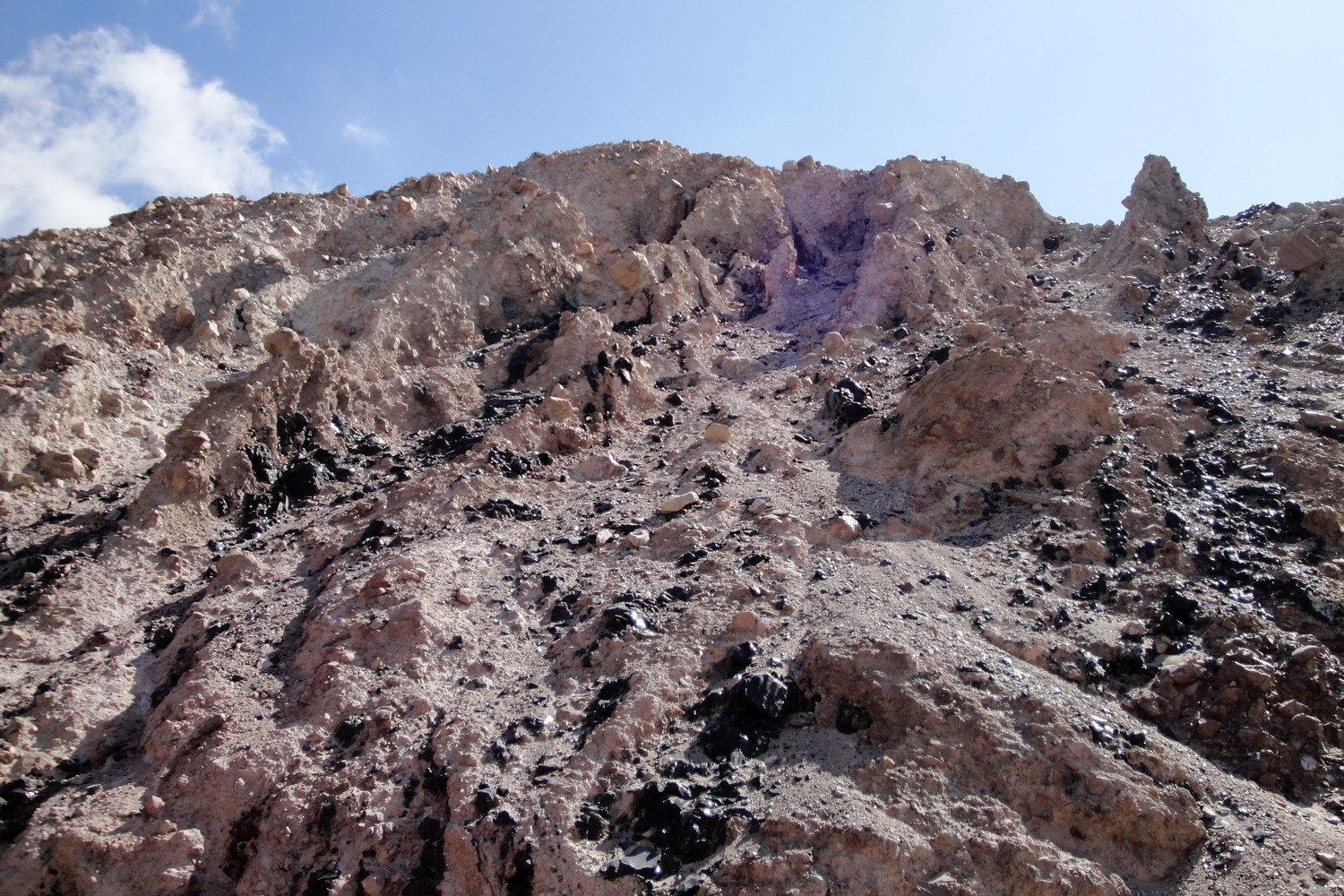
Проявления обсидиана близ Джрабера, Котайкской области

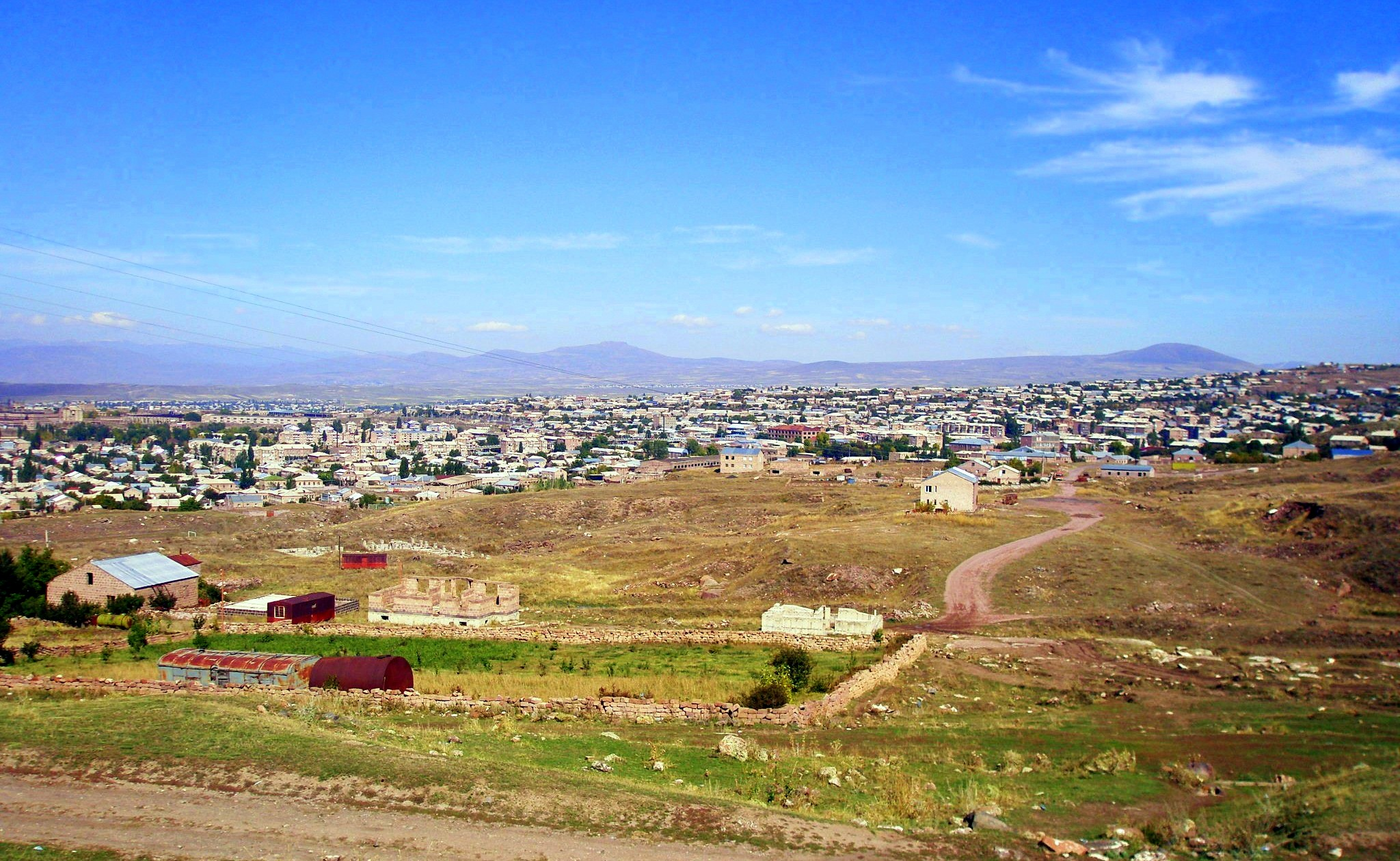
Ширакское плато— место залежей вулканического туфа

Армения обладает достаточно большими запасами мрамора, туфа, доломита, травертина, обсидиана, пемзы, андезито-базальта, перлита, известняковых пород и других материалов, которые занимают около 1/3 территории Армении. В мире трудно найти другой регион, где есть такое обилие и разнообразие каменных пород.

### Минеральные источники
На территории Армении существует большое количество источников (более 700 действующих скважин) минеральных вод (Джермук, Бжни, Арзни и так далее), многие из которых обладают различными лечебными свойствами.

### Запасы различных видов полезных ископаемых на 2004 год
| Полезные ископаемые | Запасы       | Запасы         | Содержание полезного компонента в рудах, % | Доля по миру, % |
| Полезные ископаемые | Утверждённые | Прогнозируемые | Содержание полезного компонента в рудах, % | Доля по миру, % |
| Золото, т           | 220          | 315            | 7,1 г/т                                    | 0,4             |
| Медь, тыс. т        | 6275         | 6540           | 0,29 (Cu)                                  | 0,9             |
| Молибден, тыс. т    | 680          | 700            | 0,033                                      | 7,6             |
| Свинец, тыс. т      | 178          | 227            | 0,68 (Pb)                                  |                 |
| Серебро, т          | 3000         | 3600           | 100 г/т                                    | 0,5             |
| Цинк, тыс. т        | 702          | 830            | 2,7 (Zn)                                   | 0,3             |

## Виды металлических полезных ископаемых

### Железо
Железорудные месторождения находятся в центральных, северных и юго-восточных районах страны.
Известны месторождения:
- Абовянское (Капутанское) — разведанные запасы апатито-магнетитовых руд составляют 244 млн т, содержание Fe в руде — 28 %. На Абовянском месторождении железная руда залегает под покрывалом базальтовых и андезито-базальтовых лав, мощность которых 50—180 м. Эти породы детально разведаны, а запасы в объёме 64 млн м³ утверждены как строительные материалы.
- Разданское — магнетитовые руды с запасами 50 млн т. Содержание Fe в руде составляет от 32 до 40 %. Специальные стали и сплавы из руды Разданского месторождения характеризуются очень высокими свойствами, что объясняется чистотой руд и наличием ряда редкоземельных элементов. Месторождение имеет благоприятные условия для открытой разработки: рудное тело представлено полого-наклонным пластовым телом; имеет непосредственный выход на земную поверхность. При его отработке на всю глубину распространения (до 300 м) средний коэффициент раскрыва составит всего 0,6 м³/т.
- Сваранцское — предварительные запасы оцениваются в 1500 млн тонн. Содержание Fe в руде составляет 20 %.

### Молибден
Молибденовые залежи в Армении представлены медно-молибденовыми рудами. Армения владеет 5,1 % общих (предполагаемых) и 7,6 % утвержденных мировых запасов молибдена.
Наибольшие медно-молибденовые месторождения:
- Каджаранское медно-молибденовое месторождение — одно из крупнейших месторождений молибдена в мире. Каджаранское месторождение представляет собой штокверк с прожилково-вкрапленными медно-молибденовыми рудами, которые попутно содержат рений, селен, теллур, висмут. Запасы руды в Каджаране оцениваются в более чем 1 млрд тонн. Запасы чистого молибдена оцениваются приблизительно в 550 тысяч тонн, чистой меди — приблизительно 2,1 млн тонн. Содержание молибдена в руде составляет 0,055 %, а меди — 0,21 %.[9]
- Техутское медно-молибденовое месторождение — прогнозируемые запасы медно-молибденовой руды на месторождении оцениваются в 450 млн тонн; утверждённые запасы молибдена на месторождении составляют около 100 тысяч тонн, меди — 1,6 млн тонн. Содержание молибдена в руде составляет 0,02 %, содержание меди — 0,4 %
- Агаракское медно-молибденовое месторождение — утверждённые запасы молибдена составляют в 9,6 тыс. тонн.
- Анкаванское медно-молибденовое месторождение — утверждённые запасы руды составляют 110 млн т., молибдена — 45 тыс. т.[10]

### Медь
Большая часть запасов меди Армении сосредоточена в молибден-медно-порфировых месторождениях. Другие медные месторождения : Капанское, Шамлугское, Алавердское, Личкское.

### Золотоицветные металлы
Армения богата залежами золота. На 2005 год оценка залежей золота в разведанных золоторудных месторождениях, содержащих 15—16 млн т золотой руды (информация на 2000 год), составила около 268 тонн. За 2009 год в Армении было добыто 476 200 тонн золотой руды, из которой было произведено 25000 унций золота (около 0,8 тонн). На 2011 планируется добывать около 150 тыс. унций (около 4,5 тонны)..
Известные золотоносные рудники:
| Месторождение                           | Утверждённые запасы золота (тонн)               | Описание |
| --------------------------------------- | ----------------------------------------------- | --- |
| Сотское месторождение                   | 97                                              | Расположено близ города Сотк (раннее Зод). Рудные тела имеют содержание золота 6—8 г/т, 2 г/т и даже 1 г/т. |
| Амулсарское золоторудное                | 40                                              | Расположено в 13 км от города Джермук |
| Каджаранское медно-молибденовое         | 40                                              | Расположено близ города Каджаран. Золото здесь содержится в руде, в которой доминируют медь и молибден |
| Шаумянское золото-полиметаллическое     | Чуть менее 40                                   | Расположено в пределах Капанского рудного поля и представлено жильным типом оруднения. |
| Меградзорское золоторудное              | 22                                              | Расположено близ села Меградзор |
| Арманисское золото-полиметаллическое    | 12                                              | Общая территория оруднения составляет 1,8 км², глубина залежей руды — до 300 метров и более. |
| Тандзутское золото-серно-колчаданное    | 8                                               | — |
| Личквакское золото-полиметаллическое    | Утверждённые запасы руды составляют 3,4 млн т   | Расположено неподалёку от Агаракского медно-молибденового метсторождения; имеет жильные рудные тела мощностью до 3 м. Среднее содержание золота составляет 5,3 г/т, серебра — 32 г/т.                                   |
| Тертерасарское золото-полиметаллическое | Утверждённые запасы руды составляют 325 тыс. т. | Расположено неподалёку от Агаракского медно-молибденового метсторождения; имеет жильные рудные тела мощностью до 3 м. Руда характеризуется высоким качеством руды (содержание золота 11 г/т).                           |
| Арманикское золото-полиметаллическое    | Утверждённые запасы руды составляют 15 млн тонн | Расположено в 50 км от города Алаверди. Среднее содержание полезных компонентов: золото — 0,84, серебро — 11,0 г/т; медь — 1,08, цинк — 2,6, свинец — 1,22 %. Месторождение планируют разрабатывать подземным способом. |
| Азатекское золото-полиметаллическое     | —                                               | — |

В золотых рудах этих месторождений, в основном, основными полезными компонентами являются: золото (среднее содержание 2,6 г / т), серебро (50,0 г / т), цинк (2,4 %), медь (0,6 %), свинец (0,15 %).
В Сюникской области есть ещё ряд месторождений и проявлений цветных и благородных металлов, которые могут представлять промышленный интерес.

### Другие
Полиметаллические руды. На территории Армении расположены месторождения полиметаллических руд. Главными являются Ахтальское месторождение, которое содержит барит-полиметаллические руды и Гладзорское (содержит свинцово-цинковые руды). Запасы руды Капанского полиметаллического месторождения оцениваются в 1836,4 млн т. Содержание золота в нём колеблется от 0,37 до 1,68 гр/т, серебра — от 6,5 до 20,87 гр/т, меди — 0,09—0,19 %, цинка — 0,32—0,83 %.
Алюминий, барит. Страна имеет промышленные запасы алюминиевых нефелиновых сиенитов, а также барита с примесью золота и серебра, месторождения свинца, цинка, марганца, золота, платины, сурьмы, ртути, мышьяка.
Редкоземельные металлы. Встречаются следующие редкоземельные металлы: вольфрам, уран, висмут, галлий, индий, селен, таллий, теллур, рений. Госбалансом Армении учитывается рений, селен, теллур, висмут, индий, галлий, кадмий. В рудах и продуктах их переработки встречаются: для руд медно-молибденовой формации — висмут, ванадий, железо и титан, скандий, платиноиды, радиогенный осмий, для золотополиметаллической — германий, сурьма, мышьяк и другие.
Уран.
В Армении обнаружены залежи урана. Их запасы оцениваются в более чем 100 000 тонн. Залежи были обнаружены в Сюникской области, между сёлами Пхрут и Лернадзор.
Платиноиды. По предварительным данным, ожидаемые запасы платиноидов в рудах Каджаранского месторождения составляют около 130 т. Кроме того, платиноиды (0,1—1 г/т) обнаружены в черносланцевий формации Армении; они представляют интерес промышленного освоения.
Техногенные месторождения металлов. Важным сырьем для переработки является техногенные месторождения металлов. Так в хвостах обогащения руды Каджаранского медно-молибденового месторождения ванадий переходит в отходы обогащения и магнетитовые концентраты. В медь-электролитных шламах Алавердского ГМК концентрация платиноидов составляет: палладия — до 60-90 г/т, платины — 20—50 г/т, родия — 0,5—2,5 г/т.

## Другие виды полезных ископаемых

### Энергоносители
Согласно проведённым в Армении геологическим работам по поиску энергоносителей, на территории Армении обнаружены месторождения угля, горючего сланца, торфа, битума, битумного песка, а также следы газа.
Нефть. В Армении не ведётся добыча нефти. В 1984 году была пробурена разведочная нефтяная скважина «Шорахпюр» № 1 глубиной 3595 м где была получена 1 тонна нефти приемлемого качества.
Каменный уголь. На территории Армении сосредоточены залежи низкокачественного, возможного иметь лишь местное значение, но тем же временем использоваться в промышленности каменного угля. Известны следующие каменноугольные месторождения: Джерманис, Нор Аревик, Шамут, Джаджур. Исследованные запасы угля и горючего сланца составляют порядка 17—18 млн т; запасы горючего сланца Дилижанского месторождения — около 6 млн т, перспективные запасы — 128 млн т. Перспективные запасы Иджеванского каменноугольного месторождения — 100 млн т.
Торф. В недрах Армении имеются запасы торфа, известно более 100 месторождений. Вблизи оз. Севан расположены наиболее крупные месторождения.

### Горные породы
Армения обладает достаточно большими запасами мрамора, туфа, доломита, травертина, обсидиана, пемзы, андезито-базальта, перлита, известняковых пород и других материалов, которые занимают около 1/3 территории Армении.
Алмазы. В 1971—1974 годах в рыхлых отложениях рек бассейна реки Дзорагет было обнаружено 19 кристаллов и обломков кристаллов алмазов, ещё одно зерно алмаза обнаружено в непосредственной близости от Джильского массива серпентинитов на Севане. Размеры найденных алмазов колеблятся от 0,1 до 0,3 мм. Ныне же основное количество алмазов ювелирного качества в Армении расположено на территории Хосровского заповедника. В 2009 году экспорт обработанных алмазов из Армении составил 70,6 тыс. карат, что составляет 14,1 кг.
Полудрагоценные. Среди полудрагоценных и поделочных камней, главным образом, выделяются: агат, яшма, аметист, берилл, обсидиан, оникс, бирюза, андезит; также встречаются: малахит и др. Запасы обсидиана особо велики.
Строительные камни. В Армении известны следующие виды природных камней: вулканические, фельзитовые и известковые туфы, гранитоидные и карбонатные породы, базальт, ракушечник, мрамор. В Армении насчитывается всего 120 месторождений строительного камня и 60 месторождений облицовочного камня. Общие запасы туфа в Армении составляют около 2,5 млрд м³, запасы облицовочного камня — 276 млн м³ (2000 г.).
- Наибольшее месторождение туфа — Артикское, запасы туфа в нём оцениваются в более чем 250 млн м³. Месторождение занимает площадь около 220 км², залежи расположены непосредственно под землёй.

Глина и другие ископаемые. Бентонитовые глины (свыше 70 млн т) открыты в Саригюхском месторождении (Иджеванский район). Запасы Песчано-гравийного материала оценивается в 90 млн кубометров, суглинков — около 50 млн кубометров, строительных песков порядка 80 млн кубометров. Залежи огнеупорного сырья разведаны в Шоржинском месторождении на берегу озера Севан. Запасы сырья, пригодного для изготовления форстеритовых изделий, 20 млн т.
Минеральные сорбенты. Армения имеет большую сырьевую базу природных минеральных сорбентов. Здесь есть большие запасы перлита (160 млн т), прогнозные запасы которого определяются в несколько млрд м³. Особенно важны Арагатское месторождение перлита, Саригюхское — бентонитов, Джрадзорское — диатомитов и Ноемберянское — цеолитов. Утверждённые запасы Арагатского месторождения составляют 85,0 млн м³, Саригюхского — 67,0 млн т, Джрадзорского — 1,0 млн м³ и Ноемберянского — 12,0 млн т (2000). Интерес представляют месторождения природных легких заполнителей — вулканических шлаков и пемзовых песков. Запасы этих полезных ископаемых измеряются многими десятками миллионов м³ и характеризуются высоким качеством.
Каменная соль. Прогнозные запасы каменной соли Армении оцениваются в несколько млрд тонн. Наибольшее месторождение — Аванское (Приереванский бассейн каменной соли), где разведаны также Еларское и Егвардское месторождения.